# Alina jasmini
Alina — рід грибів родини Parodiopsidaceae. Назва вперше опублікована 1909 року.

## Класифікація
До роду Alina відносять 1 вид:
- Alina jasmini